# Camill Wurz

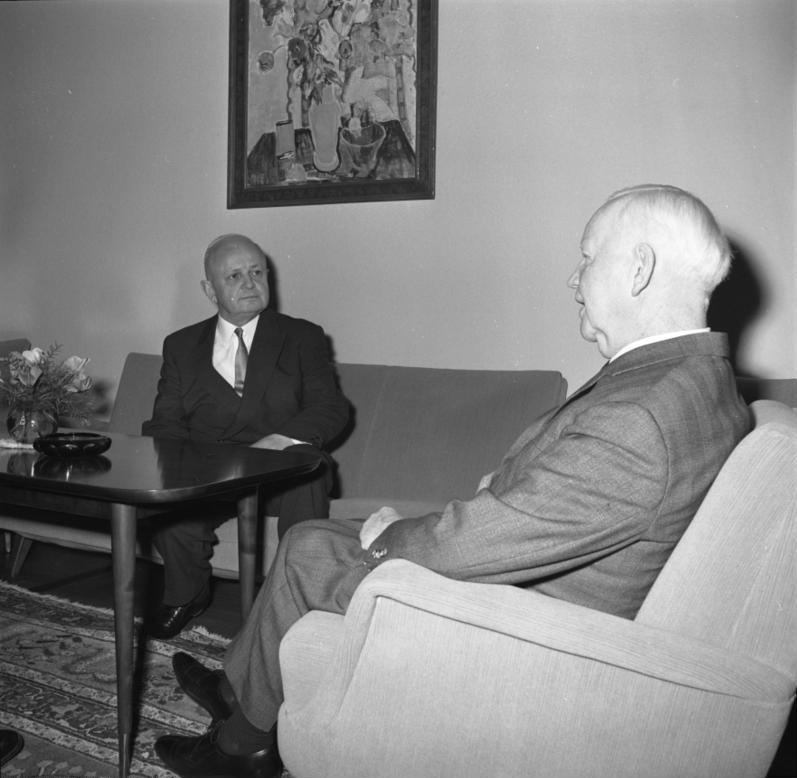
Wurz (links) beim Antrittsbesuch bei Bundespräsident Heinrich Lübke

Camill Wurz (* 26. September 1905 in Offenburg; † 9. Februar 1986 in Ottersweier) war ein deutscher Politiker (CDU). Er war Präsident des Landtags von Baden-Württemberg.

## Ausbildung und Beruf
Wurz besuchte in Offenburg das Grimmelshausen-Gymnasium und wurde dort Mitglied der Schülerverbindung PV Arminia Offenburg. Anschließend studierte er Rechts- und Staatswissenschaft an den Universitäten Freiburg, Berlin und Heidelberg. Während seines Studiums wurde er Mitglied der KDStV Hercynia Freiburg im Breisgau im CV. 1931 legte er seine Staatsprüfung ab. Dann ging er in den Justizdienst, wo er als Oberamtsrichter tätig war. 1939 bis 1945 musste er als Soldat in den Kriegsdienst.
Nach dem Krieg war er ab 1947 als Rechtsanwalt in Baden-Baden tätig.

## Familie

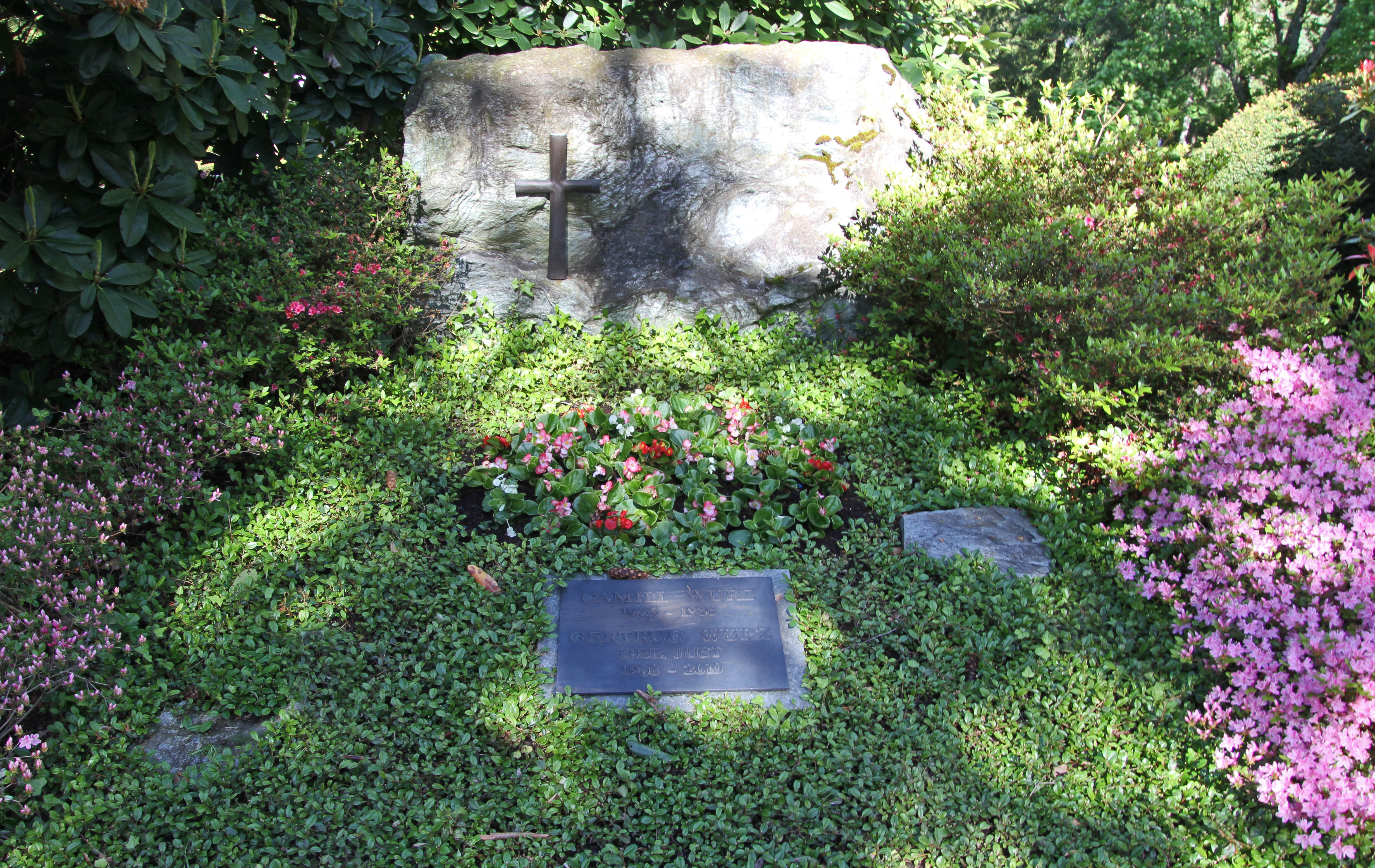
Grab auf dem Hauptfriedhof Baden-Baden

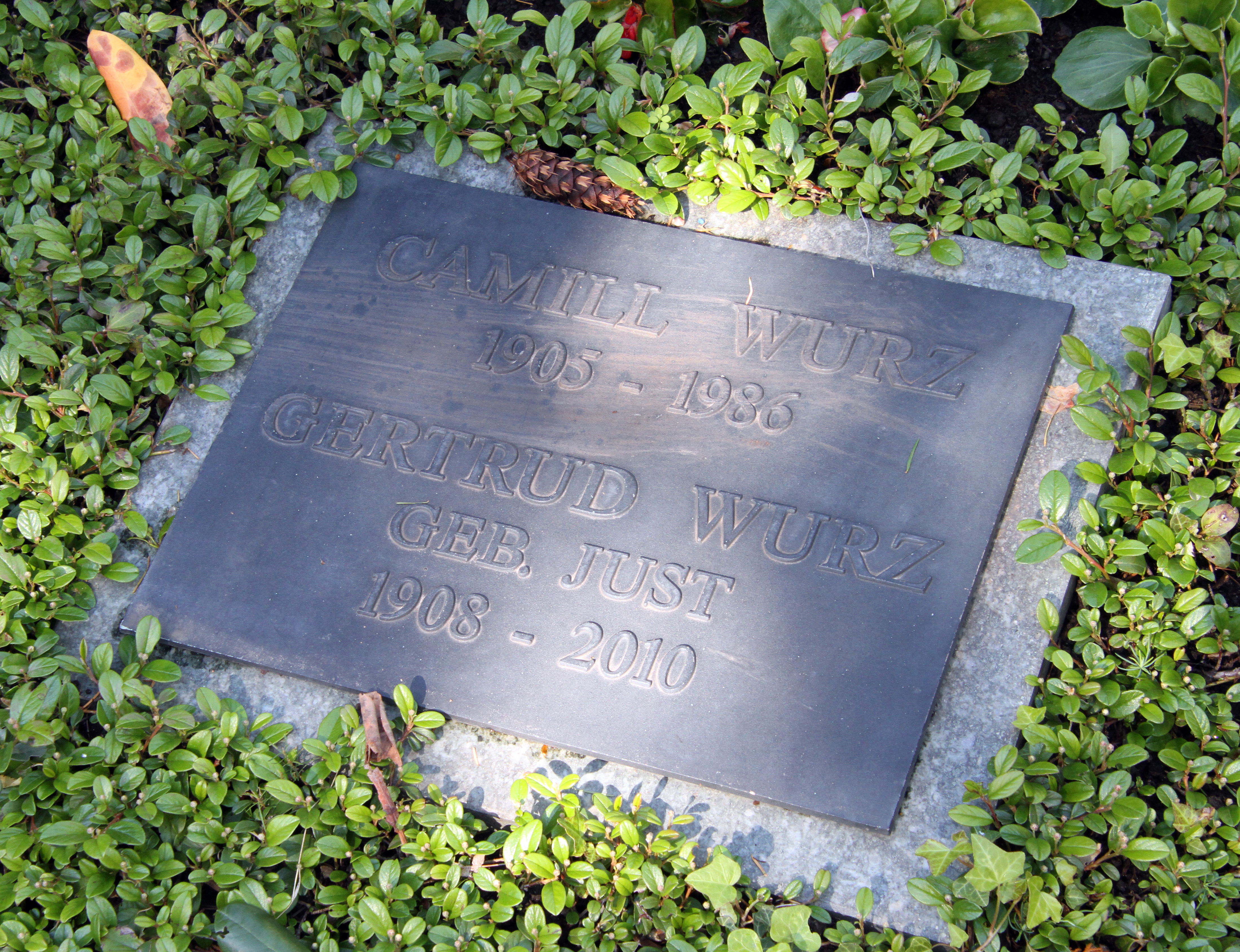

Wurz verbrachte seinen Lebensabend in Baden-Baden. Er war verheiratet mit Gertrud geb. Just und hatte drei Kinder.

## Politik
1937 trat er in die NSDAP und 1947 in die CDU ein. 1956 wurde er als Abgeordneter in den Landtag von Baden-Württemberg gewählt, wo er ab 1960 die CDU-Fraktion anführte. 1968 wurde Wurz zum Präsidenten des Landtags gewählt. Dieses Amt übte er auch nach der Landtagswahl 1972 aus. Am Ende der Legislaturperiode verzichtete er dann auf eine neue Kandidatur bei der Landtagswahl 1976 und schied somit aus dem Landtag aus. Der neugewählte Landtag wählte anschließend seinen bisherigen Stellvertreter Erich Ganzenmüller zu seinem neuen Präsidenten.

## Ehrungen und Auszeichnungen
- 1965: Großes Verdienstkreuz der Bundesrepublik Deutschland
- 1971: Großes Verdienstkreuz mit Stern der Bundesrepublik Deutschland
- 1975: Großes Verdienstkreuz mit Stern und Schulterband der Bundesrepublik Deutschland
- 1975: Großkreuz des päpstlichen Gregoriusordens
- 1976: Verdienstmedaille des Landes Baden-Württemberg
- 1979: Bürgermedaille in Gold der Stadt Baden-Baden